# 毛利良雄
毛利 良雄（もうり よしお、1901年〈明治34年〉 - 1992年〈平成4年〉）は、灘高等学校英語教諭。 著書に研究社出版の学習参考書『毛利良雄の大学入試シリーズ』等がある。

## 著書
- 英文法の急所 : 新装版 研究社出版 1978 (毛利良雄の大学入試シリーズ)
- 新英文法実力テスト1500 研究社出版 1978 (毛利良雄の大学入試シリーズ)
- 英単語の急所 : 新装版 研究社出版 1978 (毛利良雄の大学入試シリーズ)
- 英語の公式と熟語 研究社出版 1980 (毛利良雄の大学入試シリーズ)
- 英語正誤問題の急所 : 新装版 研究社出版 1978 (毛利良雄の大学入試シリーズ)
- 英作文の公式と用語 : 新装版 研究社出版 1978 (毛利良雄の大学入試シリーズ)
- 英作文の公式と用語 : 入試に必ず出る : これだけはぜひ覚えよう 研究社出版 1974
- 英作文の公式と用語 : 入試に必ず出る : これだけはぜひ覚えよう 研究社出版 1967
- 英語完成問題の急所 : 新装版研究社出版 1978 (毛利良雄の大学入試シリーズ)
- 英作文の急所 : 暗記基本文型400 : 新装版 研究社出版 1978 (毛利良雄の大学入試シリーズ)
- 英語書き換え問題の急所 : 新装版 研究社出版 1978 (毛利良雄の大学入試シリーズ)
- 英語書き換え問題の急所 : 大学入試 研究社  1958
- 英単語覚え方殖し方の急所 むさし書房 1956
- 英単語覚え方殖し方の急所 むさし書房 1956
- 入試英文法ハンドブック : 英文法の急所 研究社出版 1974
- 基礎英文法を征服する英語正誤問題の急所 研究社出版 1976
- 大学入試英語書き換え問題の急所 研究社出版 1972
- 大学入試英語書き換え問題の急所 研究社出版 1958
- 完成問題のポイント 研究社出版 1966 (高校英語ポイントシリーズ 4)
- 基礎英文法のための英語正誤問題の急所 研究社出版 1960 (進学英語シリーズ)
- 基礎英文法のための英語正誤問題の急所 研究社出版 1960 (進学英語シリーズ)